# 亨利二十七世 (罗伊斯幼系)
亨利二十七世（Heinrich XXVII，1858年11月10日—1928年11月21日），羅伊斯幼系亲王，出生於格拉。
由於長系親王亨利二十四世有精神疾病，亨利二十七世亦擔任羅伊斯-格賴茨摄政。1927年，罗伊斯长系绝嗣。亨利二十七世继承为罗伊斯亲王。

## 家庭
1884年11月11日，亨利二十七世亲王在朗根堡与霍恩洛厄-朗根堡的愛麗絲结婚，婚后有三子二女：
- 費奧多拉（德语：Feodora Reuß jüngere Linie）（1889年4月21日—1918年12月18日），與梅克倫堡的阿道夫·腓特烈結婚
- 路易丝（1890年7月17日—1951年12月12日）
- 亨利四十世（1891年9月17日—1891年11月4日），夭折
- 亨利四十三世（1893年7月25日—1912年5月13日），早逝
- 亨利四十五世（1895年5月13日—1945年），羅伊斯家族首領